# Emmanuel Todd
Emmanuel Todd (n. 16 mai 1951, Saint-Germain-en-Laye⁠(d), Île-de-France, Franța) este un istoric francez, antropolog, demograf, sociolog și politolog la Institutul Național de Studii Demografice⁠(d) (Institut national d'études démographiques, INED) din Paris.
Cercetările sale examinează diferitele structuri familiale din întreaga lume și relația lor cu credințele, ideologiile, sistemele politice și evenimentele istorice. El a publicat, de asemenea, o serie de eseuri politice, care au avut o acoperire largă în Franța.

## Citate
Ideea că, sub pretextul că o țară este democratică, cetățenii ei, după o dezbatere internă, pot decide în mod legitim să bombardeze cetățenii unei alte țări este o idee care va ajunge să omoare democrația. Statele Unite reprezintă un pericol mai mare pentru pace decât Iranul